# Sơn Đông đẳng xử Thừa tuyên Bố chính sứ ty
Sơn Đông đẳng xử Thừa Tuyên bố chính sứ ty (phồn thể: 山東等處承宣布政使司; giản thể: 山东等處承宣布政使司), gọi tắt là Sơn Đông Bố chính sứ ty, là một trong 13 khu vực hành chính cấp tỉnh dưới triều Minh (1368 – 1644), quản hạt 6 phủ, 15 châu và 89 huyện. Phạm vi ngày nay thuộc hai tỉnh Sơn Đông và Liêu Ninh. Nha môn Bố chính sứ ty đặt tại Tế Nam phủ (nay là thành phố Tế Nam, tỉnh Sơn Đông).

## Lịch sử hình thành và phát triển
Năm Hồng Vũ thứ 9 (1376), Minh Thái tổ tiến hành cải cách hệ thống hành chính tại các hành tỉnh, thiết lập Thừa tuyên Bố Chính sứ ty tại các hành tỉnh. Ngoại trừ Trực Lệ, tổng cộng có 14 Bố Chính sứ ty được thiết lập, trong đó có Sơn Đông, đặt nha môn tại Tế Nam phủ. Sơn Đông Bố Chính sứ ty quản hạt 6 phủ, 15 châu và 89 huyện, trong đó tên gọi các huyện phần lớn đến nay vẫn còn được sử dụng. 6 phủ bao gồm Tế Nam, Đông Xương, Duyện Châu, Thanh Châu, Đăng Châu và Lai Châu. Ngoài ra một số huyện của hai phủ Hà Gian và Đại Danh ngày nay thuộc địa phận Sơn Đông.
Lãnh thổ của Sơn Đông Bố Chính sứ ty dưới thời Nguyên thuộc về Sơn Đông Đông Tây Tuyên úy ty và một phần Trung Thư tỉnh. Ngô nguyên niên (1367), Ngô vương Chu Nguyên Chương đổi các lộ Tế Nam, Ích Đô, Tế Ninh, Đông Bình thành các phủ Tế Nam, Thanh Châu, Tế Ninh, Đông Bình. 
Hồng Vũ nguyên niên (1368), đổi Đông Xương lộ thành Đông Xương phủ, hạ cấp Bàn Dương lộ thành Tri Xuyên trực lệ châu, thăng cấp Lai Châu thành phủ, các trực lệ châu Ninh Hải, Đức Châu, Cao Đường hạ cấp thành các châu, cùng năm  thiết lập Sơn Đông hành tỉnh, nha môn đặt tại Thanh Châu phủ, quản hạt các phủ Tế Nam, Đông Xương, Tế Ninh, Đông Bình, Lai Châu; các trực lệ châu Tri Xuyên, Thái An, Tào Châu, Bộc Châu, Quan Châu, Ân Châu. Cùng năm gộp thêm Bắc Bình phủ và Vĩnh Bình lộ.
Hồng Vũ năm thứ 2 (1369), đổi Vĩnh Bình lộ thành Bình Loan phủ, cùng năm tách Bắc Bình, Bình Loan thành lập Bắc Bình hành tỉnh.
Hồng Vũ năm thứ 3 (1370), hạ cấp Quan Châu thành huyện.
Hồng Vũ năm thứ 4 (1371), hạ cấp Tào Châu thành huyện.
Hồng Vũ năm thứ 5 (1372), thành lập Kim Châu, Phục Châu, Cái Châu, Hải Châu.
Hồng Vũ năm thứ 6 (1373), hạ cấp Đăng Châu, Lai Châu từ phủ thành trực lệ châu, thiết lập Liêu Dương phủ.
Hồng Vũ năm thứ 7 (1374), hạ cấp Đông Bình phủ thành châu.
Hồng Vũ năm thứ 9 (1376), Lai Châu, Đăng Châu thăng cấp thành phủ, cùng năm thiết lập Bố Chính sứ ty.
Hồng Vũ năm thứ 10 (1377), phế bỏ Liêu Dương phủ, dời nha môn Bố Chính sứ ty về Tế Nam.
Hồng Vũ năm thứ 18 (1385), Tế Ninh hạ cấp thành châu, Duyện Châu thăng cấp thành phủ.
Hồng Vũ năm thứ 28 (1395), Kim Châu, Phục Châu, Cái Châu, Hải Châu bị phế bỏ, chỉ duy trì các vệ sở tại đây.

## Các phủ, châu trực thuộc

### Tế Nam phủ (濟南府)
Dưới thời Nguyên là Tế Nam lộ. Ngô nguyên niên (1367), đổi thành Tế Nam phủ. Hồng Vũ nguyên niên (1368) thì trực thuộc hành tỉnh. Quản lý trực tiếp các huyện Lịch Thành, Chương Khâu, Trâu Bình, Truy Xuyên, Trường Sơn, Tân Thành, Tề Hà, Tề Đông, Tế Dương, Vũ Thành, Lâm Ấp, Trường Thanh, Phì Thành, Thanh Thành và Lăng.
Các châu trực thuộc:
- Thái An

Quản lý các huyện Tân Thái, Lai Vu.
- Đức Châu

Quản lý các huyện Đức Bình, Bình Nguyên.
- Vũ Định[1]

Quản lý các huyện Dương Tín, Hải Phong, Nhạc Lăng, Thương Hà.
- Tân Châu

Quản lý các huyện Lợi Tân, Triêm Hóa, Bồ Thai.

### Duyện Châu phủ (兗州府)
Dưới thời Nguyên là Duyện châu thuộc Tế Ninh lộ. Hồng Vũ năm thứ 18 (1385), được thăng cấp thành phủ. Quản lý các huyện Tư Dương, Khúc Phụ, Ninh Dương, Trâu, Tứ Thủy, Đằng, Dịch, Kim Hương, Ngư Thai, Đan và Thành Vũ.
Các châu trực thuộc:
- Tế Ninh

Quản lý các huyện Gia Tường, Cự Dã, Vận Thành.
- Đông Bình

Quản lý các huyện Vấn Thượng, Đông A, Dương Cốc, Bình Âm, Thọ Trương.
- Tào Châu

Quản lý các huyện Tào, Định Đào, Sở Khâu.
- Nghi Châu

Quản lý các huyện Đàm Thành, Phí.

### Đông Xương phủ (東昌府)
Dưới thời Nguyên là Đông Xương lộ. Hồng Vũ nguyên niên (1368), đổi thành Đông Xương phủ. Quản lý các huyện Liêu Thành, Đường Ấp, Bác Bình, Trì Bình, Sân, Thanh Bình, Quan.
Châu trực thuộc:
- Lâm Thanh

Quản lý các huyện Khâu, Quán Đào.
- Cao Đường

Quản lý các huyện Ân, Hạ Tân, Vũ Thành.
- Bộc Châu

Quản lý các huyện Phạm, Quan Thành, Triều Thành.

### Thanh Châu phủ (青州府)
Dưới thời Nguyên là Ích Đô lộ. Ngô nguyên niên (1367), đổi thành Thanh Châu phủ. Hồng Vũ nguyên niên (1368), trực thuộc hành tỉnh. Quản lý các huyện Ích Đô, Lâm Truy, Bác Hưng, Cao Uyển, Thọ Quang, Nhạc An, Xương Nhạc, Lâm Cù, An Khâu, Chư Thành, Mông Âm.
Châu trực thuộc:
- Cử Châu

Quản lý các huyện Nghi Thủy, Nhật Chiếu.

### Lai Châu phủ (萊州府)
Dưới thời Nguyên là Lai Châu thuộc Bàn Dương lộ. Hồng Vũ nguyên niên (1368), đổi thành Lai Châu phủ. Hồng Vũ năm thứ 6 (1373), hạ cấp thành châu, đến năm thứ 9 (1377) thì khôi phục thành phủ. Quản lý huyện Dịch.
Các châu trực thuộc:
- Bình Độ

Quản lý các huyện Duy, Xương Ấp.
- Giao Châu

Quản lý các huyện Cao Mật, Tức Mặc.

### Đăng Châu phủ (登州府)
Dưới thời Nguyên là Đăng Châu thuộc Bàn Dương lộ. Hồng Vũ nguyên niên (1368), trực thuộc Lai Châu phủ. Hồng Vũ năm thứ 6 (1373), thăng làm trực lệ châu, đến năm thứ 9 (1377) thì thăng cấp thành Đăng Châu phủ. Quản lý các huyện Bồng Lai, Hoàng, Phúc Sơn, Tê Hà, Chiêu Viễn, Lai Dương.
Châu trực thuộc:
- Ninh Hải

Quản lý huyện Văn Đăng.

### Liêu Đông đô chỉ huy sứ ty (遼東都指揮使司)
Dưới thời Nguyên thuộc Liêu Dương Hành Trung thư tỉnh. Hồng Vũ năm thứ 4 (1371), thiết lập Liêu đô vệ, nha môn đặt tại thành Kim Châu. Hồng Vũ năm thứ 6 (1373) nha môn dời về Liêu Dương phủ, năm thứ 8 (1375) đổi thành Liêu Đông Đô Chỉ huy sứ ty. Quản lý 25 vệ và 2 châu.
Vệ: Định Liêu trung vệ, Định Liêu tả vệ, Định Liêu hữu vệ, Định Liêu tiền vệ, Định Liêu hậu vệ, Đông Ninh vệ, Hải Châu vệ, Cái Châu vệ, Phục Châu vệ, Kim Châu vệ, Quảng Ninh vệ, Quảng Ninh trung vệ, Quảng Ninh tả vệ, Quảng Ninh hữu vệ, Quảng Ninh tiền vệ, Quảng Ninh hậu vệ, Nghĩa Châu vệ, Quảng Ninh tả đồn vệ, Quảng Ninh hữu đồn vệ, Quảng Ninh tiền đồn vệ, Quảng Ninh hậu đồn vệ, Thẩm Dương trung vệ, Thẩm Dương tả vệ, Thẩm Dương hữu vệ, Thẩm Dương trung đồn vệ, Thiết Lĩnh vệ, Tam Vạn vệ, Liêu Hải vệ.
Châu: Tự Tại, An Nhạc

## Danh nhân

### Tướng lĩnh
- Thích Kế Quang